# Sebukar
Sebukar is een bestuurslaag in het regentschap Kerinci van de provincie Jambi, Indonesië. Sebukar telt 1059 inwoners (volkstelling 2010).